# بي تي أر-3
بي تي أر-3ناقلة جنود مدرعة مدولبة 8*8 صُممت بِواسطة «أدكوم سيستمز» في الإمارات العربية المتحدة عامي 2000-2001 وأنُتجت في أوكرانيا بواسطة"Kharkiv Morozov Machine Building Design Bureau".صُدرت المدرعة إلى عدد من الدول أهمها ماينمار التي تعاقدت على تجميع 1000 من هذه المدرعات في أراضيها.

## التسليح
بي تي أر-3 مُسلحة ببرج "KBA-105" يُدار من قبل رامي واحد، يحتوي على عدة أنواع من الأسلحة:
- 1-مدفع رشاش عيار 30ملم مع 350 إطلاقة جاهزة للإستعمال.
- 2-مدفع رشاش متحد المحور عيار 7,62 ملم مع 2500 إطلاقة.
- 3-قاذف رمانات عيار 30ملم مثبت على الجانب الأيسر من البرج مع 29 رمانة جاهزة للإستخدام و87 رمانة مخزنة في ثلاث حاويات كل حاوية تحتوي على 29 رمانة.
- 4-إنبوبين لإطلاق صواريخ موجهة ضد الدروع.
- 5- ستة قاذفات قنابل دخان عيار 81 ملم تُدّار كهربائياً، مُثبتة على جانبي البرج ثلاث على الجانب الأيمن وثلاث على الجانب الإيسر يمكنها إطلاق القنابل للأمام وللخلف.

## التصميم
مدرعة بي تي أر-3 مُجّهزة بمقود هيدروليكي يُدير الإطارات الأربعة الأمامية وتٌزوّد المدرعة بنظام تنظيم ضغط الإطارات المركزي مما يسمح للسائق بضبط ضغط الإطارات لتُناسب الأراضي التي تعبر المدرعة عليها، والمدرعة مُجّهزة بإطارات ميشلان الفرنسية الصنع.
مدرعة بي تي أر-3 مُزودة بمحرك دويتز ديزل "Deutz BF6M1015 diesel" بقدرة 326 حصان مع نظام تعليق اليسون "MD3066" مع نظام آلي لنقل الحركة.ومقصورة المحرك مُجّهزة بمنظومة إطفاء حريق تلقائي.
المدرعة برمائية بالكامل تسير داخل الماء بواسطة مروحة توربينية مٌثبتة خلف المدرعة.
تتسع مقصورة الركاب لستة جنود يدخلون ويخرجون من بابين جانبين على جانبي المدرعة.وتوجد فتحات في السقف لحالات الطوارئ كما زوّدت المدرعة بكوى جانبية تمكن الركاب من إطلاق النار من داخل المدرعة.
والمدرعة مُكيفة الهواء لراحة الطاقم والركاب.

## الأنواع
- BTR-3U "Okhotnik":
  - Guardian: نسخة تستخدمها البحرية الإماراتية مع برج "Buran-N1" turret.
- BTR-3E: مع محرك UTD-20 .
  - BTR-3E1: النسخة الأحدث مع برج BM-3 "Shturm" ومحرك أقوى.
  - BTR-3E ARV: مركبة إصلاح مع رافعة وجرافة.
  - BTR-3E 90: مدرعة دعم ناري ثقيل مع مدفع 90 ملم نوع كوك ريل "Cockerill" [1]

## المستخدمون

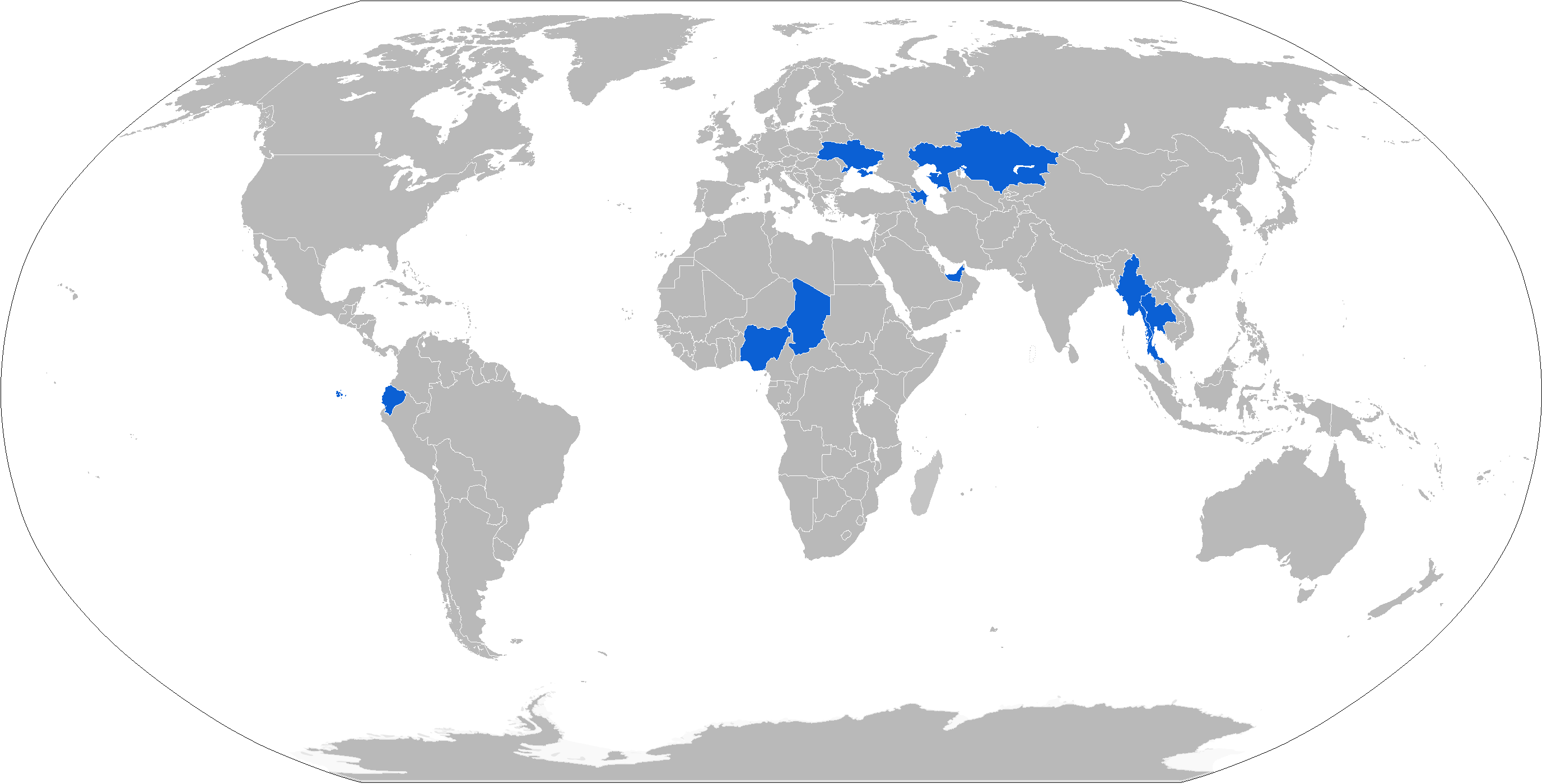
خارطة مشغلي بي تي أر-3 باللون الأزرق

### المستخدمون الحاليون
- أذربيجان: 6 من نوع BTR-3/12.7 [2]
- تشاد: 8 BTR-3U
- الإكوادور: 3 BTR-3U تحت الطلب[3]
- كازاخستان: 2 BTR-3E [3]
- ميانمار: 368 BTR-3U سُلمت في كانون الثاني يناير 2013 (1,000 طلبت)[4]
- نيجيريا: 30 من نوع BTR-3UN, من نوع 6 BTR-3UK, 4من نوع BTR-3UR و 7من نوع BTR-3E/14.5 [3]
- تايلاند: 96 BTR-3E1s سلمت بسعر 4 بليون باهت وطلبت 120 آخرى من أوكرانيا.[5]
- الإمارات العربية المتحدة: 90 من نوع Guardian [3]
- أوكرانيا: 22 من نوع " BTR-3Es" طلبت للقوات المسلحة الأوكرانية وللحرس الوطني الأوكراني سلمت في يونية حزيران 2014,[6][7]

## وصلات خارجية
- BTR-3U Armoured Personnel Carrier at KMDB
- UN register of conventional arms
- BTR-3E1 Armoured Personnel Carrier, Ukraine